# 31 Minutos, o Filme
31 minutos, la película (no Brasil: 31 Minutos, o Filme) é um filme de animação infantil baseado no programa infantil de fantoches 31 minutos, realizado pela produtora chilena Aplaplac, tanto a série quanto o filme são dirigidos por Álvaro Díaz e Pedro Peirano. A estreia para o público havia sido programada desde o final de 2006, mas foi adiada por várias melhorias na sua fase de pós-produção, incluindo a realização de um concurso para encontrar as vozes de alguns personagens. A estreia no Chile foi em 27 de março de 2008 e no Brasil em 3 de agosto de 2012 pela H2O Films.

## Enredo
A multimilionária Cachirula está obcecada para completar sua coleção de animais estranhos e para isso encarrega a Tio Careca de trazer Juanín Juan Harry para a sua maléfica ilha. No dia do aniversário de Túlio Trivinho, Juanín tem tudo pronto para comemorar, mas os planos de Cachirula triunfarão com uma mentira que vai acabar com Juanín demitido e afastado de seus amigos. Como esperado, é então neste momento que Tio Careca convence Juanín a trabalhar com ele em seu canal e entrar rapidamente em um container e um barco vai em direção à ilha. Quando toda a equipe de 31 minutos se dá conta, começa uma viagem que estará isenta de risos, trovoadas e até vontade de voltar para casa, mas no final o valor da amizade será mais forte.

## Produção
A especulação sobre a feitura do filme começou na primeira temporada da série, em 2003 e mais tarde começaram a fazer planos e roteiros. Em 2007 começaram as filmagens. O filme foi gravado e nada se sabia sobre o enredo, apenas que, com o filme, acabava a série. Nesse mesmo ano, houve também um casting para selecionar as vozes de Túlio, Bodoque e Juanín em uma cena de quando eles eram crianças. Depois de fazer as cenas no Chile, eles continuaram as filmagens no Brasil. Em agosto de 2007, para analisar a co-produção na Espanha, para não carregar dinheiro, Pedro Peirano (co-criador de 31 Minutos) foi declarado inadmissível no país. Somente a intervenção da Embaixada chilena permitiu sua saída do aeroporto. Depois disso, o filme estava pronto e a estreia do filme foi marcada para o dia 27 de março de 2008 no Chile. Segundo o jornal La Tercera, 210.000 espectadores assistiram ao filme no país.

## Elenco

### Elenco original
- Pedro Peirano: Túlio Trivinho, Raul Luvinha, Bongo Stingo
- Alvaro Diaz: Juan Carlos Bodoque, Balão Von Bola, Tio Horácio, Rosário Central, Pato Tenho Medo, Joe Pino
- Rodrigo Salinas: Juanín Juan Harry, Mário Hugo, Chancho Irarrázabal, Búfalo Rubio, Tennison Salinas
- Daniel Castro: Policarpo Avendanho, Guaximingo, Mico, o Microfone, Tramoyas
- Alejandra Dueñas: Patana Tufillo, Estrela de Lana, Comentarista de TV
- Patricio Díaz: Guaripolo, Vicho, Canillita, Tramoyas
- Francisco Schultz: Dante Torobolino
- Catalina Saavedra: Cachirula de los Cachirulos
- Demétrio Sórdido: Tio Careca

#### Vozes adicionais
- Constanza Contreras: Tulio (criança)
- Maximiliano Martínez: Bodoque (criança)
- Catalina Feliú: Juanín (criança)
- Lalo Ibeas: Homem da casa de banho, Nils
- Nadine Voulliéme: Amiga de Guaripolo, Gallo
- Pedro Subereaseaux: Despachador
- Pablo Ilabaca: Vendedor de Bolsas
- Sebastían Silva: Câmera de Segurança
- Francisca Lacalle: Maquiadora
- Sebastián Silva: Charanguito
- Tamara Goldschmied: Peixe comido pelo pelícano
- Fernando Solís: Lord Warmington Banquete